# ジョージ・カックル
ジョージ・マラリアス・カックル （George Maralious Cockle、本名は同じ、 1956年2月20日 - ）は、日本のラジオパーソナリティー、DJ、音楽プロデューサー、サーファー。

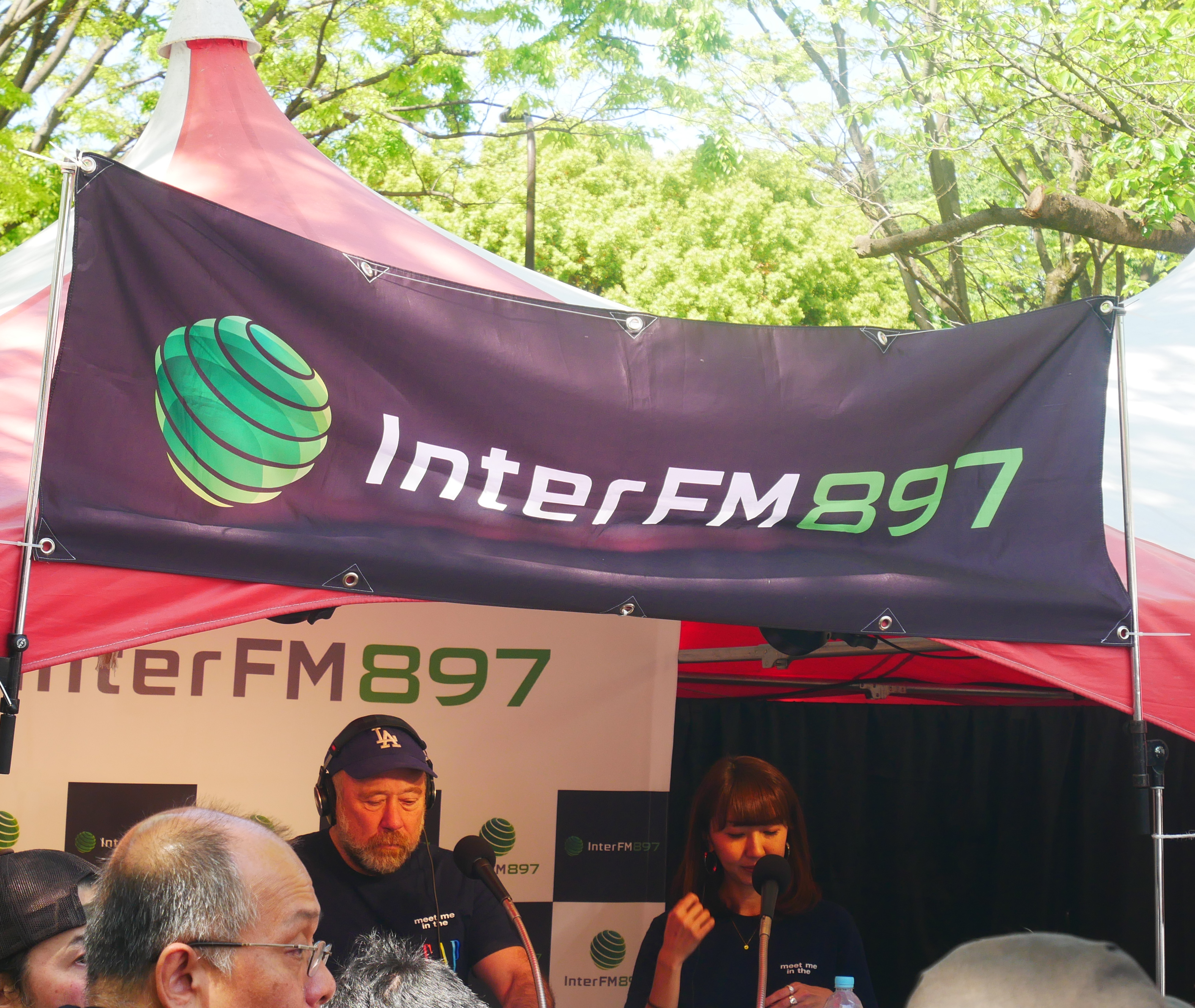
ジョージ・カックル (左)

## 略歴
神奈川県鎌倉市出生。日系ハーフの出であり、幼少期は日本・アメリカ（テキサス）・韓国に渡り住んでいた。
のちに上智大学へ入学するが自主退学している。退学後は、かねてから憧れの深かったインドをはじめ世界各国を放浪。その後ハワイ経由でサンフランシスコへ移住し、サーファーとして18年間活動。
帰国後、音楽マネージメント・制作を主体とする「WHAT'S UP MUSIC」社を設立。1998年、タワーレコード株式会社代表（当時）であるキース・カフーンに誘われる形で、音楽出版部のマネージャーとなる。日本のミュージックシーンにbabamaniaなどを輩出した
2016年、babamaniaが再始動後のリリース作品にはライナーノーツを寄せた。
袂を分かった後も良好な関係が続いておりbabamaniaメンバーは彼のことを「ボス」と呼び慕っており、2016年に行われたイベント「Born To Be George!! ジョージ・カックル 60th Anniversary Party」で久々の共演を果たしている 。
現在は音楽プロデューサー、コラムニスト、作詞家、そして日本国内を股にかけるサーファーとして活動している。

## 人物
音楽とサーフィンを趣味としている。小学3年生の時にビートルズに開眼していたと語っており、ハワイアン音楽を数多く手掛けるなど現在も音楽に対する思い入れが深い。

### 家族
母は日本舞踊の師匠、父はヨットマンを勤めるアメリカ人である。

## 出演

### ラジオ
- Lazy Sunday（InterFM897）
- Mello Wave（TOKYO FM）
- From Tokyo（TOKYO FM）
- トランジット（TOKYO FM）
- 真夜中の友人（TOKYO FM）
- スターライト・クルージング
- SHONAN BREEZE SATURDAY（湘南ビーチFM）
- Island Music Serenade（FM SALUS）

### TVアニメ
- RAINBOW 二舎六房の七人（2010年、将校）

### Webアニメ
- 日本沈没2020（2020年、ダニエル[4]）

## 著書
- ジョージ・カックルのロックンサーフィンメッセージ（戎光祥出版 2005年） ISBN 4900901547
- 100のジョージ・カックル（Bueno!Books 2015年3月28日） ISBN 4907354134
- ジョージ・カックルの鎌倉ガイド（パルコ出版 2016年8月） ISBN 4865061843
- ジョージカックルのWELL WELL WELL（小学館 2019年9月2日） ISBN 4093887217